# Obiettivi Canon EF 300mm
L'obiettivo EF 300mm è un teleobiettivo fisso prodotto da Canon Inc.. L'obiettivo ha un attacco EF ed è quindi compatibile con macchine fotografiche reflex della serie EOS.
Questo obiettivo è usato principalmente nella fotografia sportiva e naturalistica, ma la sua lunghezza focale è corta abbastanza da permettere anche di effettuare ritratti stretti in primo piano. Grazie alla sua capacità d'ingrandimento alquanto elevata, può essere impiegato anche in alcuni tipi di macrofotografia.

## Informazioni tecniche
Il Canon EF 300mm è un obiettivo serie L. Questa ottica presenta una costruzione e una montatura in metallo con estremità e selettori di plastica.
Caratteristiche di questo obiettivo sono: un'ampia ghiera di gomma per la messa a fuoco manuale, il limitatore di messa fuoco e lo stabilizzatore d'immagine. Il diaframma, composto da 8 lamelle, con una massima apertura di f/2.8 o f/4, permette a quest'ottica di creare effetti di profondità di campo ridotto e di sfocato. La costruzione ottica è costituita da 15 lenti, comprese due lenti UD (Ultra low Dispersion - a bassissima dispersione). Questo obiettivo impiega un sistema di messa a fuoco interno, alimentato da un motore ultrasonico ad anello. La lente frontale non ruota e non si estende durante la messa a fuoco. Come tutti gli altri teleobiettivi fissi Canon, il 300mm supporta i moltiplicatori Canon Extender EF. Esiste una versione con apertura massima f/1.8, mai prodotta in grande serie ed utilizzata prevalentemente per equipaggiare i sistemi fotofinish usati nell'ippica.

## Versioni
| Attributo                        | f/2.8L USM        | f/2.8L IS USM     | f/4L USM         | f/4L IS USM      |
| -------------------------------- | ----------------- | ----------------- | ---------------- | ---------------- |
| Immagine                         |                   |                   |                  |                  |
| Stabilizzatore d'immagine        | No                | Sì                | No               | Sì               |
| Tropicalizzazione                | No                | Sì                | No               | No               |
| Motore ultrasonico               | Sì                | Sì                | Sì               | Sì               |
| Serie L                          | Sì                | Sì                | Sì               | Sì               |
| Ottiche diffrattive              | No                | No                | No               | No               |
| Macro                            | Sì                | Sì                | Sì               | Sì               |
| Apertura massima                 | f/2.8             | f/2.8             | f/4              | f/4              |
| Apertura minima                  | f/32              | f/32              | f/32             | f/32             |
| Peso                             | 2.855 g           | 2.550 g           | 1.165 g          | 1.190 g          |
| Diametro massimo x lunghezza     | 12,8 cm x 25,2 cm | 12,8 cm x 25,2 cm | 9,0 cm x 22,1 cm | 9,0 cm x 22,1 cm |
| Diametro del filtro              | 77 mm             | 77 mm             | 77 mm            | 77 mm            |
| Angolo di campo orizzontale      | 6°50&prime        | 6°50&prime        | 6°50&prime       | 6°50&prime       |
| Angolo di campo verticale        | 4°35&prime        | 4°35&prime        | 4°35&prime       | 4°35&prime       |
| Angolo di campo diagonale        | 8°15&prime        | 8°15&prime        | 8°15&prime       | 8°15&prime       |
| Gruppi/elementi                  | 8/10              | 7/8               | 15/20            | 11/15            |
| N. di lamelle del diaframma      | 8                 | 8                 | 8                | 8                |
| Minima distanza di messa a fuoco | 1,5 m             | 1,5 m             | 1,5 m            | 1,5 m            |
| Data di rilascio                 | novembre 1987     | luglio 1999       | dicembre 1991    | marzo 1997       |